# Stanisław Wyspiański
Stanisław Wyspiański, poljski dramatik, slikar, pesnik, arhitekt * 15. januar 1869, Krakov, Poljska, † 28. november 1907, Krakov.

## Mlada Poljska
Mlada Poljska ali poljski modernizem/moderna je poimenovanje za literarno obdobje med letoma 1890 in 1918, ki je sledilo prejšnjemu obdobju pozitivizma. Umetniška dela tega obdobja so nastajala v času družbenopolitičnih in kulturnih okvirjev razdeljene Poljske postopoma in nelinearno, v prostorskem smislu so prednjačili Krakov, Lvov in Zakopane. Epicenter razvoja je bil Krakov s tednikom Życie, ki je z mladopoljskim pionirjem Stanisławom Przybyszewskim doživel prenovo in odklon od prejšnjih idej in idealov. S svojim manifestom Confiteor (1899) je napovedal radikalne spremembe na področju umetnosti, filozofije ter miselnosti. Przybyszewski je nastopil z ostrimi kritikami namembnosti umetnosti, ki naj bi služila sama sebi (larpurlartizem). Umetniki so nove ideale iskali v fantazijskem svetu, ekscentričnosti ter v uporu proti starim tirnicam življenja in meščanskim normam. Velik pomen so pripisovali naravi, med drugim so mladopoljski umetniki izražali navdušenje nad kmečkim življenjem. Izvir idej je bila filozofija Schopenhauerja (tragika življenja in pesimizem), Bergsona (élan vital) in Nietzscheja (življenje kot najvišja vrednota, koncept nadčloveka). Mlada Poljska je združevala razne tokove, imenovane tudi -izme: simbolizem, impresionizem, ekspresionizem, modernizem, neoromantizem in dekadenco (dekadentyzm). Pomembna povezava z romantiko se je vzpostavila z odkritjem avtorja poljske romantike Cypriana Kamila Norwida. Njegove pesmi je v dunajski knjižnici naključno odkril Zenon Przesmycki – Miriam, ki je nato odpotoval v Pariz, kjer je Norwid živel, in tam odkril še mnogo rokopisov. Njegovim delom je posvetil celotno številko svojega literarnega časopisa Chimera, ki je izhajal v Varšavi. Leta 1924 je Nobelovo nagrado za literaturo prejel W. S. Reymont za delo Chłopi (Kmetje), ki je nastalo v času poljskega modernizma.
Predstavniki Mlade Poljske: Stanisław Przybyszewski, Kazimierz Przerwa Tetmajer, Jan Kasprowicz, Leopold Staff, Bolesław Leśmian, Gabriela Zapolska, Stanisław Wyspiański, Władysław Stanisław Reymont, Stefan Żeromski.

## Življenje
Wyspiański se je rodil v Krakovu v obrtniško družino. Po smrti matere je skrb zanj prevzela teta Joanna Stankiewicz, ki se je z možem gibala v krogih krakovske kulturne elite, katere član je bil tudi kasnejši mentor Wyspiańskega, poljski slikar Jan Matejko. Obiskoval je gimnazijo sv. Ane v Krakovu, kjer je navezal stik s pesnikom Lucjanom Rydlom in slikarjem Józefom Mehofferjem, predstavnikoma obdobja Mlade Poljske. 
Po maturi je vpisal študij umetnostne zgodovine na Jagelonski univerzi ter Akademijo za likovno umetnost v Krakovu. Pod nadzorom Matejke, takratnega dekana Akademije, sta Wyspiański in Mehoffer oblikovala vitraže v katedrali sv. Marije na osrednjem trgu Krakova, Wyspiański pa je bil vključen tudi v prenovo krakovske frančiškanske cerkve. Velik del prostega časa je namenjal umetnosti, med drugim gledališču, kjer ni bil samo gledalec, ampak je prevzel tudi vlogo igralca v amaterskih predstavah. Leta 1890 je pričel s svojim potovanjem po Evropi. Največji vtis nanj sta naredili francoska gotska in romanska arhitektura, zato se je posvetil študiju francoskih katedral. Tekom potovanja se je udeleževal gledaliških predstav del Shakespearja, Wagnerja, Goetheja in Webra. Po vrnitvi v Krakov je svoje delo zastavil širokopotezno z intenzivnim ustvarjanjem vitražev, oblikovanjem pohištva, slikanjem ter pisanjem dram in libretov. S svojimi ilustracijami je sodeloval pri grafični prenovi kultnega krakovskega tednika Życie, umetniško žilico pa je uporabil tudi v službi slikarja, scenografa in režiserja v krakovskem gledališču, kjer je kandidiral za mesto direktorja, vendar neuspešno. Leta 1900 se je poročil s Teodoro Teofilo Pytko, ki je bila kmečkega porekla. Par je bil povabljen na poroko Lucjana Rydla, ki je potekala na podeželju in je bila podlaga za nastanek njegove najbolj znane drame Svatba. Leta 1906 je zasedel mesto profesorja na Jagelonski univerzi ter mestnega svétnika v Krakovu, a je kmalu po tem (1907) podlegel dolgotrajnemu boju s sifilisom.

## Dramatika
Stanisław Wyspiański je eden izmed najbolj prepoznavnih poljskih dramatikov, zagotovo pa je najbolj poznan in uspešen dramatik obdobja mlade Poljske. Sprva so njegove drame doživele večinoma mlačne odzive javnosti, ker je v njih predstavljal ideje in obravnaval tematike, ki so bile za takratno družbo preveč napredne in provokativne. Prav tako v svojih delih obravnava le problematiko poljskega naroda in njegove zgodovine, zato je mednarodno poznan bolj kot umetnik in ne književnik. 
Prvo večjo slavo in prepoznavnost mu je prinesla drama Legija, priznanje kot književniku in predvsem dramatiku pa je potrdilo delo Svatba. Slednja je bila tudi za časa njegovega življenja največkrat uprizorjeno delo, ne le v Krakovu, temveč tudi v drugih mestih poljskega ozemlja. 
Glavna nit njegovih dram in vodilo njegove umetniške ustvarjalnosti je združevanje več vrst umetnosti, umetniški sinkretizem. V dramah s pisanim tekstom in poezijo pogosto združuje likovno umetnost, glasbo in ples, v manjši meri tudi arhitekturo. V delih se pojavljajo natančni opisi okolice, barv, zvokov in predmetov, ki bralcu pripomorejo k lažji predstavi, režiserjem pa podajo natančne podatke pri pripravi uprizoritev. Wyspiański je po letu 1900 tudi pomagal v krakovskem mestnem gledališču z osnutki scen in kostumov za svoje drame. Tematike in motive za svoja dela je prevzemal iz realnih dogodkov, aktualnih problemov poljskega naroda, aktualne politične situacije, poljske zgodovine (pogosto se navezuje na obdobje poljske romantike ter vstaje v tem obdobju), drugih poljskih književnikov (predvsem Mickiewicza), antičnih mitov ter umetnostnih del (Homer, Ovid) in Svetega pisma.
Njegovo prvo pomembnejše delo je drama Warszawianka (1898), ki jo je objavil v časopisu Życie in je bila še isto leto uprizorjena v krakovskem gledališču. Nosi podnaslov Pesem iz leta 1831 (leta 1831 se je na poljskem odvila neuspešna novembrska vstaja proti ruski nadoblasti). V njej nastopajo izmišljene in realne osebe iz bitke pri Grochowu. Problematizira nezaupanje Poljakov v lastno moč, kar simbolizira petje pesmi Warszawianke, ki pa govori le o zmagi ali smrti. Wyspiański izraža v drami idejo, da poraz ne pomeni nujno pogube naroda. V zadnji boj se podajo med petjem Warszawianke, ki na koncu izzveni kot slavilna pesem njihovim junaštvom. Novembrsko vstajo obravnava tudi delo Lelewel (1899), v katerem prikaže spor med voditeljema glavnih strank v narodni vladi, kar pripelje do neuspeha v vstaji. S tem problematizira premalo odločne voditelje vstaj in notranja nasprotja, ki privedejo do končnega neuspeha.
Drama Legija (Legion, 1900) se dogaja v Rimu 1848, ko naj bi Mickiewicz tam zbiral 'legijo', ki bo osvobodila poljsko. Mickiewicz je razpet med realno in mesijanistično silo. Slednji podleže, s čimer Wyspiański problematizira vpliv mesijanizma na poljsko družbo v časih nesvobode.
Njegovo življenjsko delo je drama Svatba (Wesele, 1901). Nastala je na podlagi resnične poroke pesnika Lucjana Rydla z vaščanko. Udeležila se je je mešanica družbenih slojev – meščanov, kmetov in duhovščine –, v čemer je Wyspiański videl priložnost za izpostavitev narodne problematike. Delo tematizira mnogo tedanjih aktualnih vprašanj Poljske, med katerimi najbolj izstopa problem nepripravljenosti sodelovanja meščanskega in kmečkega prebivalstva, katerih vzajemnost bi lahko omogočila ponovno osvoboditev države izpod tuje oblasti. Izpostavi apatijo in resignacijo poljskega naroda, ki še ni zrel za samostojnost. Razlike med meščani in vaščani so vidne že na jezikovni ravni, saj kmetje govorijo v narečnem govoru okolice Krakova. Prav tako problematizira tedanjo modo meščanov, ki je vključevala poveličevanje življenja na vasi in njenih prebivalcev, ni pa se posvetila njegovi neidealni strani (trdo delo, pridelovanje hrane, skrb za živali, revščina …). Intelektualci čakajo na čudež, ki jih bo povedel v svobodo. Kmečko prebivalstvo, ki ima v drami izpostavljene tudi pozitivne značilnosti, je v odnosu do ponovne pridobitve državne svobode predstavljeno kot trdoglavo, nepremišljeno in zaletavo. Zanaša se na meščane, da bodo oni pobudniki in voditelji narodnoosvobodilnega boja. Oboji bi uspeli le z vzajemnim delovanjem, za katerega pa še niso zreli. Drama vsebuje v duhu simbolizma mnogo pomenljivih simbolov, hkrati pa se navezuje na zgodovinske dogodke in osebe in jih prestavlja v aktualno obdobje poljskega modernizma. V delu je vidno tudi načelo Wyspiańskega o združevanju različnih vrst umetnosti. Tako so v drami združene poezija, slikarstvo, ples in nenazadnje glasba, v izrazito ritmiziranem govoru in slikovitih začetnih ter vmesnih didaskalijah.
Naslednja pomembna drama nosi naslov Osvobojenje (Wyzwolenie, 1903) in je zapletena predstavitev narodnega vprašanja, ki se kot v Svatbi zaključi z dejstvom, da nihče v poljski družbi ni sposoben popeljati naroda v svobodo. V njej se pojavi lik Konrada, ki ga poznamo že iz Mickiewiczeve romantične drame Dedje (Dziady).
Drama Akropolis (1904) prikazuje fantastično osvoboditev Poljske in je edina drama Wyspiańskega, kjer predstavi vizijo prihodnosti Poljske pozitivno.
Wyspiański je poznan po tem, da v dramah obravnavanih problematik ni olepševal in situacij ni upodobil blažjih, kot so v resnici bile. Probleme je izpostavil ostro in kritično, z veliko mero ironije in satire, ki v nekaterih dramah prehajata že v grotesko. Grajal je vse sloje poljske družbe, predvsem pa Poljake kot apatičen in nezrel narod, ki je resigniral v svoji nesrečni usodi nesvobode.

### Dramska dela
1. Legenda (1897)
2. Meleager (1898)
3. Warszawianka (1898)
4. Protesilaos in Laodamia (1899)
5. Kletev (Klątwa, 1899)
6. Sodniki (Sędziowie, objavljena 1907)
7. Lelewel (1899)
8. Legija (Legion, 1900)
9. Svatba (Wesele, 1901)
10. Osvobojenje (Wyzwolenie, 1903)
11. Boleslav Smeli (Bolesław Śmiały, 1903)
12. Achilleis (1903)
13. Akropolis (1904)
14. Novembrska noč (Noc Listopadowa, 1904)
15. Odisejeva vrnitev (Powrót Odyssa, 1907)
16. Skałka (1907)
17. Daniel (uprizorjena 1907)

### Prevodi v slovenščino – Cobiss
1. Svatba: drama v treh dejanjih, 2006 prevedla Katarina Šalamun Biedrzycka (COBISS)

## Likovna in druga umetnost
Ustvarjalni opus Wyspiańskega je precej raznolik, saj zajema risbe, oljne slike, pastelne risbe, vitraže, ilustracije in tudi notranje in knjižno oblikovanje. Bil je ena vodilnih osebnosti na področju umetnosti, zlasti v Krakovu.
Že od malega je bil v stiku z umetnostjo, saj je bil njegov oče Franciszek po poklicu kipar in je imel delavnico blizu krakovskega gradu Wawel. Kot študent je s sošolci, zlasti Józefom Mehofferjem, sodeloval pri prenovi cerkve sv. Marije v Krakovu pod vodstvom Matejke. Skupaj so oblikovali 36 oken.
Zelo se je zanimal za gotsko umetnost. Na potovanjih, zlasti po Franciji, kjer je od 1890 do 1894 študiral, je rad obiskoval katedrale, med njimi Saint-Denis, Chartres, Rouen, Amiens, Laon in Reims. Zgledoval se je po gotski katedrali, ki pooseblja celostno umetnino, česar se je kasneje posluževal tudi v svojih dramskih uprizoritvah z oblikovanjem lastne scenografije, skrbno izbrane glasbe ter koherentne vsebine dramskega besedila.
Na potovanjih je spoznaval umetnine drugih velikih mest, zlasti nemških in italijanskih, in tako prevzemal nov, bolj dekorativen slog ustvarjanja. V tem času je slikal z oljnimi barvami, le za portrete in akte je uporabljal pastele.
Septembra 1894 se je vrnil v Krakov in zadnjič uporabil oljne barve pri upodobitvah Krakova v jeseni, najbolj znana med njimi je Planty o świcie (Park Planty ob svitu). V sliki je ujet trenutek zgodaj zjutraj v mistični atmosferi. Oči nam s pomočjo drevoreda vodi do silhuete gradu na Wawelu. Delo Chochoły (»Slamovka«), eno izmed njegovih najbolj znanih del, prikazuje večer v parku Planty, v ozadju zopet grič Wawel in grad. V ospredju pa so tokrat skrivnostna grmovja, ovita v slamo, ki jih pozimi varuje pred pozebo. Uporabljeni so kot motiv, ki napoveduje zimo. Simbolizirajo prerojenje, kar je Wyspiański povezoval tudi s poljskim narodom, ki čaka na prebujenje. Isti motiv je uporabil v svoji drami Wesele.
Njegov prvi bolj znan projekt je bil v cerkvi Frančiška Asiškega v Krakovu, kjer je leta 1897 oblikoval vitraže v stilu art nouveau. Najbolj znan je Bog Oče nad glavnim vhodom. Bog je upodobljen kot starec z belo brado in plaščem. Levo roko drži nad glavo, medtem ko z desno kaže na Zemljo. Predstavljen je kot stvaritelj Zemlje in človeštva. V prezbiteriju se nahaja okno z motivom Blagoslovljene Salomeje, ki je bila sestra Boleslava Čednega, prav tako pomembni sta okni poleg, ki predstavljata svetega Frančiška. Ti sta mu prinesli nagrado na razstavi verske umetnosti v Krakovu.
Pogosto je v pastelni tehniki slikal svoje otroke, saj je hotel ujeti nedolžnost in iskrenost njihovih izrazov. Figure niso pozirane, ampak so v običajnih položajih, speče ali pa med jedjo. Med njimi so najbolj znani Speči Staš (1904), Speči Miętek (1904), Helenka z vazo (1902). V sliki Materinstvo (1905) je upodobil svojo ženo, medtem ko doji sina Staša. Upodabljal je ožjo družino, prijatelje in tudi sebe. Naslikal je veliko avtoportretov v različnih tehnikah, najbolj znan med njimi je iz leta 1904, naslikan s pasteli. Upodobil se je tudi ob ženi.
Proti koncu življenja je zaradi bolezni večinoma jemal navdih iz pogleda, ki ga je imel s svojega okna, zlasti pogled na Kościuszkov nasip.

### Dela
1. Józef Mehoffer (1898)
2. Helenkina glava (Główka Helenki, 1900, Narodni muzej, Varšava)
3. Helenka (1900, pastel, Narodni muzej, Krakov)
4. Portret Pogačevskega (Portret Pagaczewskiego, 1904)
5. Speči Staš (Śpiący Staś, 1904, pastel, Narodni muzej, Poznan)
6. Speči Miętek (Śpiący Miętek, 1904, pastel, Muzej umetnosti, Lodž)
7. Avtoportret z ženo (Autoportret z żoną, 1904, Narodni muzej, Krakov)
8. Karitas (Caritas, 1905, Narodni muzej, Krakov)
9. Materinstvo (Macierzyństwo, 1905, Narodni muzej, Krakov)
10. Visla pod Krakovom (Wisła pod Krakowem, 1905)